# Peter Öberg (orienterare)
För andra betydelser, se Peter Öberg.
Peter Öberg, född 17 april 1980, är en svensk orienterare som tävlar för OK Hällen.
Öberg ingick i det svenska orienteringslandslaget under 2000-2003,  2008-2013 och 2016. 
Han ingick i Sveriges stafettlag för herrar, som tog guld i EM 2006 i Estland och silver i VM 2007 i Ukraina. Vid de öppna nordiska mästerskapen i orientering i Danmark 2007 ingick Öberg i det svenska stafettlaget som vann brons. Vid NM i Finland 2009 vann han två guld. Ett som sistasträcklöpare i det svenska stafettlaget och ett individuellt på medeldistans före fransmannen Thierry Gueorgiou.  Vid Världsmästerskapen i orientering 2010 i Norge tog Öberg sin första individuella VM-medalj, då han tog silver på medeldistansen efter norrmannen Carl Waaler Kaas. Han upprepade prestationen att ta silver vid de följande världsmästerskapen 2011 och 2013. Det första på medeldistans i Frankrike och det andra som stafettlöpare i Finland. Vid VM 2012 i Schweiz ingick han i det svenska stafettlag som tog en bronsmedalj där. 
2016 satsade Öberg på en återkomst i det svenska landslaget efter en lång period av skador. Han deltog i såväl EM i Tjeckien som i VM  2016 som hölls i Sverige. Han har efter landslagskarriären koordinerat forsknings- och utvecklingsprojekt i stort och smått för svenska elitorienterare och har även tränat kända orienterare som Tove Alexandersson.
Öberg invaldes 2015 i styrelsen för O-Ringen AB och ingick i styrelsen till och med år 2020.
2023 vann han Brappman Trophy, en årlig tävling arrangerad av en privat tävlingsorganisation sedan 1984.